# Sesame Street: Once Upon a Monster
Sesame Street: Once Upon a Monster (em português Vila Sésamo: Era uma vez um monstro) é um jogo eletrônico da Vila Sésamo desenvolvido pela Double Fine Productions e publicado pela Warner Bros. Interactive Entertainment em conjunto com a Sesame Workshop . O jogo foi lançado na América do Norte em 11 de outubro de 2011 para o console Xbox 360 . Os jogadores usam o controlador Kinect para controlar os personagens Muppet Elmo e Cookie Monster e os novos personagens Marco e Seamus enquanto cantam e dançam. Embora Once Upon a Monster represente a primeira incursão da Double Fine em propriedades licenciadas, o título começou como um dos quatro títulos menores, ao lado de Costume Quest, Stacking e Iron Brigade, durante um período de "Amnesia Quinzena" durante Brütal Legend, e mais tarde foi descoberto que ser facilmente adaptado à propriedade da Vila Sésamo . O protótipo original do jogo, intitulado Happy Song, foi lançado para Microsoft Windows como parte do pacote Amnesia Fortnight 2012 em 19 de novembro de 2012 .  A Microsoft desenvolveu e lançou outro jogo da Vila Sésamo que usava o sensor Kinect, o Kinect Sesame Street TV, em 2012.

## Jogabilidade
Once Upon a Monster é apresentado como um livro de histórias dividido em vários capítulos. Cada capítulo apresenta um monstro com algum tipo de problema a ser resolvido pelos monstros da Vila Sésamo, Cookie Monster e Elmo, um capítulo envolve o novo personagem Marco, que foi o único participante de sua festa de aniversário. Esses capítulos são então divididos em uma série de minijogos que utilizam o controlador Kinect. No exemplo do capítulo da festa de aniversário, os jogos incluem uma corrida tandem, representada como Elmo montado nos ombros de Marco, um jogador, atuando como Marco, muda de um lado para o outro para evitar pedras no caminho ou pula para evitar troncos caídos, enquanto o segundo jogador, como Elmo, se abaixa nos momentos apropriados para evitar ser atingido por galhos de árvores. Um jogo subsequente inclui uma variante leve de jogo de dança, onde os jogadores devem tentar combinar os movimentos dos outros monstros na tela com seus corpos. O capítulo culmina com uma grande festa de aniversário de Marco, onde os jogadores devem ajudá-lo a soprar as velas do seu bolo.

## Desenvolvimento
Durante o desenvolvimento de Brütal Legend da Double Fine, problemas com os editores colocaram o destino do jogo em questão. Para reforçar a empresa, Tim Schafer dividiu a empresa em quatro grupos durante um período de duas semanas para projetar protótipos para um novo jogo. Após esta "Amnesia Fortnight", que ocorreu por volta de 2007-2008, toda a empresa revisou os protótipos gerados e descobriu que eram ideias sólidas para construir. Depois que Brütal Legend foi concluído, a Electronic Arts disse a eles que provavelmente não haveria uma sequência, Schafer voltou-se para esses quatro jogos e fez com que a empresa desenvolvesse ainda mais os títulos, ao mesmo tempo que vendia a ideia desses jogos menores para os editores. Embora Once Upon a Monster tenha sido o primeiro jogo a ser concluído como protótipo durante a Amnesia Fortnight, foi o quarto jogo publicado, seguindo Costume Quest, Stacking, e Iron Brigade. O jogo foi anunciado formalmente em fevereiro de 2011 para uma data de lançamento no final de 2011.
Once Upon a Monster foi baseado em um protótipo desenvolvido por Nathan Martz, o programador-chefe de Brütal Legend e que liderou o desenvolvimento maior deste jogo. O jogo original envolvia monstros cantando e dançando, inspirado nas travessuras da Vila Sésamo e dos The Muppets. Ao projetar o protótipo, Martz decidiu fazer um jogo que fosse "edificante", citando jogos como LocoRoco que ele chamou de "abertamente e apaixonadamente otimista". O jogo como protótipo foi batizado de Happy Song, e Martz o considerou um “brinquedo musical” onde o jogador ajudava os monstros a criar música. O protótipo inicial usava controles mais tradicionais, mas Martz descobriu que o jogo combinava bem com o controle de movimento Kinect, principalmente porque o aparelho era voltado para o mercado familiar. O jogo inclui aspectos de atividades físicas, musicais e estéticas, sendo as duas últimas traduzidas para se tornarem mais físicas com o uso do controle Kinect.

Um minijogo de dança em Once Upon a Monster, onde o novo personagem Marco (frente central) dança junto com Cookie Monster (esquerda) e Elmo (direita).

O protótipo original apresentava personagens únicos desenhados por Scott Campbell, artista interno da Double Fine.  Quando começaram a lançar o jogo para publicação, receberam comentários de que o jogo "se encaixava naturalmente" com os personagens monstruosos da Vila Sésamo. Schafer inicialmente desculpou a ideia de produzir uma obra licenciada, algo que a empresa ainda não havia feito.  Depois de ouvir que a Warner Bros. Interactive Entertainment e a Sesame Workshop assinaram um acordo conjunto, Schafer e Martz buscaram ativamente o acordo de licenciamento com as duas entidades. Schafer, Martz e vários outros funcionários da Double Fine eram fãs infantis do programa e, uma vez que tiveram sucesso na negociação da licença para Era uma vez um monstro, eles sentiram que era importante permanecer fiéis à visão do Workshop;  como descreveu Schafer, ele "sentiu essa responsabilidade, quão sério é trabalhar com os personagens e quão importantes eles são". Eles visitaram duas vezes o estúdio Jim Henson em Nova York para revisar e discutir a construção dos Muppets para o show, que então traduziram em seu motor de jogo, o mecanismo inclui simulação dinâmica de peles e animações de esqueleto que imitam o comportamento dos Muppets. Embora o jogo inclua pelo menos dois personagens da Vila Sésamo, Cookie Monster e Elmo, o personagem original do protótipo de Martz, Marco, permaneceu durante todo o desenvolvimento do jogo. Outro monstro do jogo, Seamus, também veio dos esboços originais de Campbell, e tem uma personalidade tímida, só podendo ser atraído fornecendo-lhe roupas que combinem com seu humor.
Assim que começaram a trabalhar com a Sesame Workshop, a Double Fine descobriu que a organização sem fins lucrativos tinha vários objetivos que eles construíram na Vila Sésamo que não eram imediatamente óbvios, incluindo um "Currículo para toda a criança" que ajudava a promover o desenvolvimento social e emocional das crianças, e um "Hábito Saudável para a Vida" voltado para nutrição e condicionamento físico, este último que o controlador Kinect promoveria. Eles trabalharam em conjunto com o programa de Pesquisa e Extensão Educacional do Workshop, que analisa todos os produtos licenciados pela Vila Sésamo, para garantir que os objetivos do jogo promoveriam a missão do Workshop. Como resultado, o jogo tornou-se o que Mantz descreveu como "entretenimento emocional", ensinando aos jogadores mais jovens "temas humanos reais como timidez, amizade, bravura, sensibilidade, empatia". Embora Schafer reconhecesse que parte do trabalho deles no desenvolvimento do jogo era promover os objetivos educacionais do Workshop, ele também refletiu que Vila Sésamo envolve uma boa dose de humor;  Schafer comparou os artistas que controlam os Muppets como artistas de comédia ao vivo, reagindo à situação conforme necessário. Schafer e Martz também reconheceram que muito do humor é direcionado tanto aos pais quanto aos filhos, e queriam capturar isso para o jogo, permitindo que pais e filhos jogassem juntos, em vez de deixar o jogo ser uma "babá eletrônica".

## Elenco
- Kevin Clash - Elmo
- David Rudman - Cookie Monster
- Eric Jacobson - Grover
- Caroll Spinney - Oscar the Grouch
- Martin Robinson - Slimey the Worm
- Dee Bradley Baker - Doo-Rays

## Recepção
Once Upon a Monster recebeu críticas favoráveis da crítica. No Metacritic, a pontuação é 79/100 (com base em 26 avaliações), e no GameRankings obteve 80,56% (com base em 27 avaliações). Jeff Cork, da Game Informer, chamou Once Upon a Monster de "o jogo educacional que desejo desde que tive filhos. É acessível e fácil para eles entenderem, ao mesmo tempo em que permanece um jogo suficiente para me manter envolvido também."